# Rexy
Rexy è il nome che viene utilizzato colloquialmente per riferirsi alla femmina di Tyrannosaurus rex apparsa nel franchise di Jurassic Park. Fa la sua prima apparizione nel romanzo del 1990 Jurassic Park di Michael Crichton e debutta al cinema nell'adattamento cinematografico del 1993 diretto da Steven Spielberg. Ha fatto il suo ritorno nel film Jurassic World (2015) e nei suoi sequel, Jurassic World - Il regno distrutto (2018) e Jurassic World - Il dominio (2022).
Per il primo film, l'effettista degli effetti speciali Stan Winston ha creato un animatrone che misurava 20 piedi di altezza e 40 di lunghezza, mentre Steve Williams di Industrial Light & Magic (ILM) ha creato una versione in CGI che è stato utilizzato nella maggior parte delle scene. Colin Trevorrow è stato principalmente sceneggiatore o regista all'interno della trilogia di Jurassic World. Nonostante nei vari sequel di Jurassic Park siano apparsi altri esemplari di T. rex, Trevorrow ha cercato di riportare lo stesso individuo del primo film. La ILM ha nuovamente lavorato sull'animale per ciascuno dei film di Jurassic World. L'artista degli effetti speciali Neal Scanlan ha anche creato un animatrone per il film Jurassic World - Il regno distrutto.
Nei film non viene mai specificato il nome dell'animale. "Rexy" è entrato d'uso comune tra i fan dopo l'uscita di Jurassic World, anche se il nome era stato usato in precedenza anche nel romanzo di Crichton. Da allora è stato utilizzato in altri media. Il nome "Roberta" è stato utilizzato anche dall'artista degli effetti visivi Phil Tippett durante gli storyboard del film originale.

## Storia del personaggio
Nei film Rexy (come quasi tutti i dinosauri destinati al Jurassic Park) nacque su Isla Sorna nel 1988, salvo poi essere trasferita su Isla Nublar appena divenne adulta. Nel romanzo Jurassic Park e nel suo adattamento cinematografico, il T. rex è uno dei tanti dinosauri geneticamente modificati riportati in vita. Durante un tour di visita del parco l'animale fugge dal suo recinto durante una tempesta e inizia a terrorizzare i visitatori per tutto il racconto. Nella versione cinematografica, uccide anche Donald Gennaro. Alla fine del film, i Velociraptor mettono all'angolo Alan Grant, Ellie Sattler, Lex e Tim. Tuttavia, il T. rex arriva inaspettatamente a combattere i raptor, salvandogli la vita.
In Jurassic World (2015), l'isola opera da anni con un nuovo parco a tema sui dinosauri, e il T. rex viene scelto come attrazione principale. Rispetto al film originale qui ha un ruolo ridotto, apparendo principalmente alla fine per combattere l'Indominus rex fuggito del suo recinto; ci riesce grazie all'aiuto del Mosasaurus della laguna e di un Velociraptor di nome Blue. Isla Nublar viene alla fine abbandonata, lasciando nuovamente il T. rex e gli altri dinosauri in libertà.
In Jurassic World - Nuove avventure (2020-2022), una serie televisiva ambientata durante e dopo gli eventi di Jurassic World. Il T. rex appare più volte terrorizzando il gruppo di campeggiatori protagonisti rimasti bloccati su Isla Nublar.
Il T. rex fa diverse apparizioni in Jurassic World - Il regno distrutto (2018), qui il dinosauro viene trasferito in California per essere venduto all'asta di un mercato nero, prima che uccida Eli Mills e fuggire nella natura selvaggia.
In Jurassic World - Il dominio (2022), il T. rex è stato inseguito per anni prima di essere catturata e portata a vivere nel santuario della Biosyn nelle Dolomiti. Lì, combatte contro un Giganotosaurus per poter diventare il superpredatore, finendo per ucciderlo grazie all'aiuto di un Therizinosaurus. In una scena eliminata dalla versione cinematografica del film, ambientata durante il periodo Cretaceo vengono mostrati gli stessi animali durante una battaglia, anche se qui il Giganotosaurus prevale uccidendolo; una zanzara si posa sul T. rex deceduto e ne succhia il sangue, che sarebbe poi stata utilizzato per clonare l'animale ai giorni nostri. La scena è inclusa nell'edizione estesa del film come parte di un prologo di cinque minuti.

## Caratterizzazione

### Accuratezza scientifica
Sulla scena del primo film in cui veniva raffigurato il T. rex mentre inseguiva una Jeep, l'animatore Steve Williams ha detto di aver deciso di «gettare la fisica fuori dalla finestra e creare un T. rex che si muovesse a sessanta miglia all'ora anche se le sue ossa cave si sarebbero rotte se avesse corso così velocemente». Nel film, viene affermato che il T. rex può correre fino a 32 miglia all'ora, anche se gli scienziati ritengono che la sua velocità massima effettiva sarebbe variata da 12 a 25 miglia all'ora. Nel romanzo e nel suo adattamento cinematografico, si afferma che il T. rex ha una visione basata sul movimento, ma studi successivi indicano che il dinosauro aveva una visione binoculare, come un uccello rapace.
L'aspetto fisico del T. rex nei film di Jurassic World contradice le nuove scoperte sul dinosauro. Per coerenza, i film hanno continuato a rappresentare il dinosauro con i polsi rivolti verso il basso con un'angolazione innaturale, mentre l'animale reale aveva i polsi rivolti lateralmente l'uno verso l'altro. Nel prologo di Jurassic World - Il dominio (2022) l'animale appare leggermente più accurato, dove è stato ricoperto da un piumaggio in protopiume.

### Nome
Nel romanzo di Micheal Crichton sono presenti due Tirannosauri: un giovane e un adulto. Robert Muldoon, il guardiacaccia del parco a tema, si riferisce all'adulto in diverse occasioni come "Rexy". L'artista degli effetti visivi Phil Tippett aveva lavorato al film originale e i suoi storyboard in cui si riferivano al T. rex come "Roberta". I film stessi non danno mai un nome per l'animale. Dopo l'uscita di Jurassic World (2015), i fan hanno iniziato a riferirsi a lei come "Rexy". Il nome è stato successivamente utilizzato nel romanzo del 2018 The Evolution of Claire, ed è usato anche da Sammy nella serie animata Jurassic World - Nuove avventure (2020-2022).

## Accoglienza
Tom Chapmans scrivendo per Screen Rant nel 2017, ha classificato i T. rex del franchise, inclusa "Rexy", come i suoi personaggi migliori. Nel 2020, Rafarl Sarmiento di Screen Rant ha elencato il T. rex come il miglior dinosauro del franchise: «Il T-Rex è allo stesso tempo maestoso e orribile, ma nel complesso, è solo un animale (che è realmente esistito) che soddisfa il suo istinto. Eppure porta con sé un'aura di grande spettacolarità, qualcosa che rappresenta davvero lo spettacolo che Jurassic Park ha da offrire». In risposta ad alcune critiche dei fan sul fatto che il T. rex viene ritratto come debole nelle battaglie, Trevorrow ha fatto notare che questo individuo è anziano e quindi più vicino alla sua morte durante i film di Jurassic World.

## Altri media

### Adattamento cinematografico

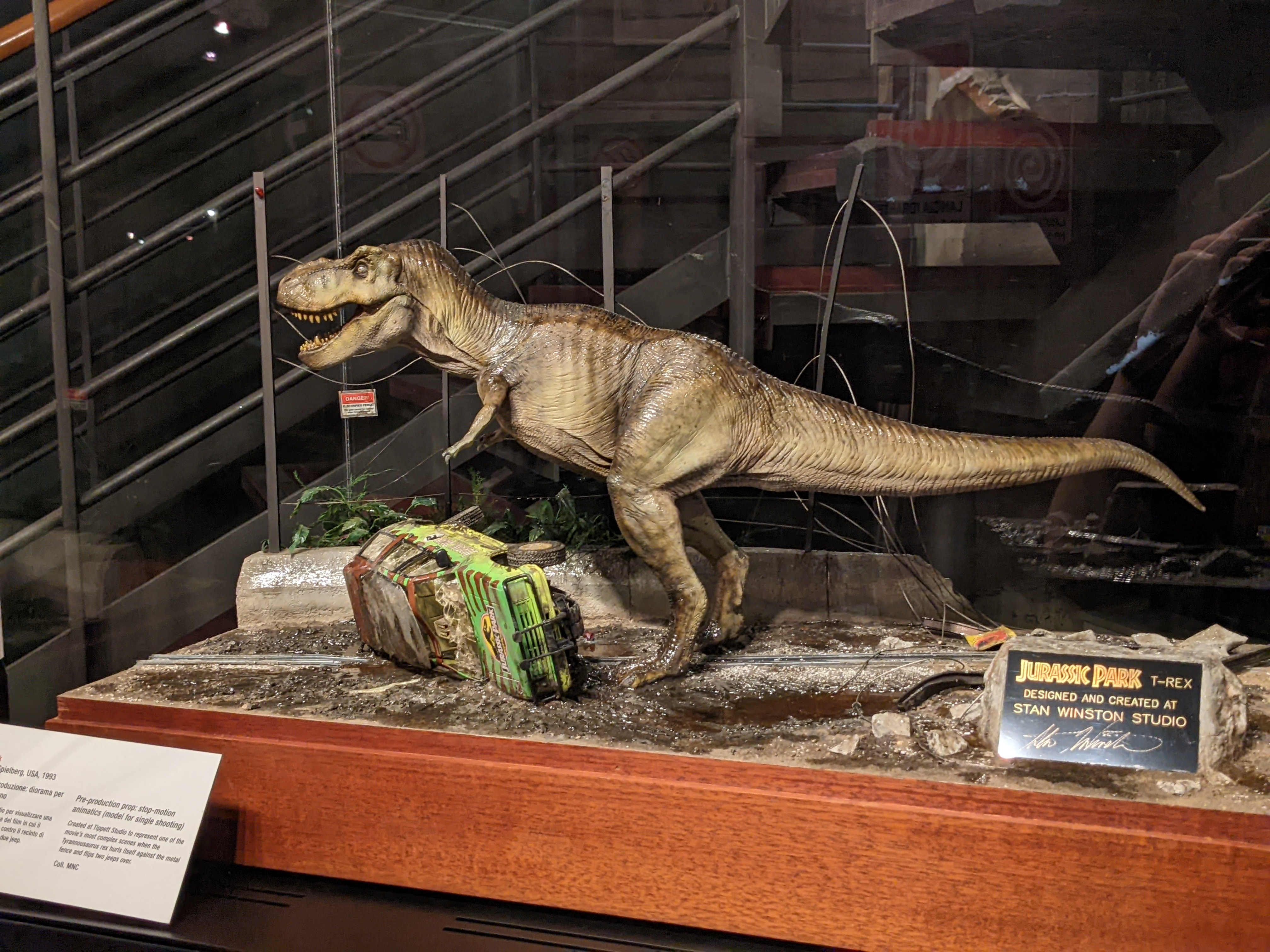
Diorama del T. rex che distrugge la jeep, oggetto di pre-produzione realizzato da Tippett Studio ed esposto al Museo nazionale del cinema di Torino

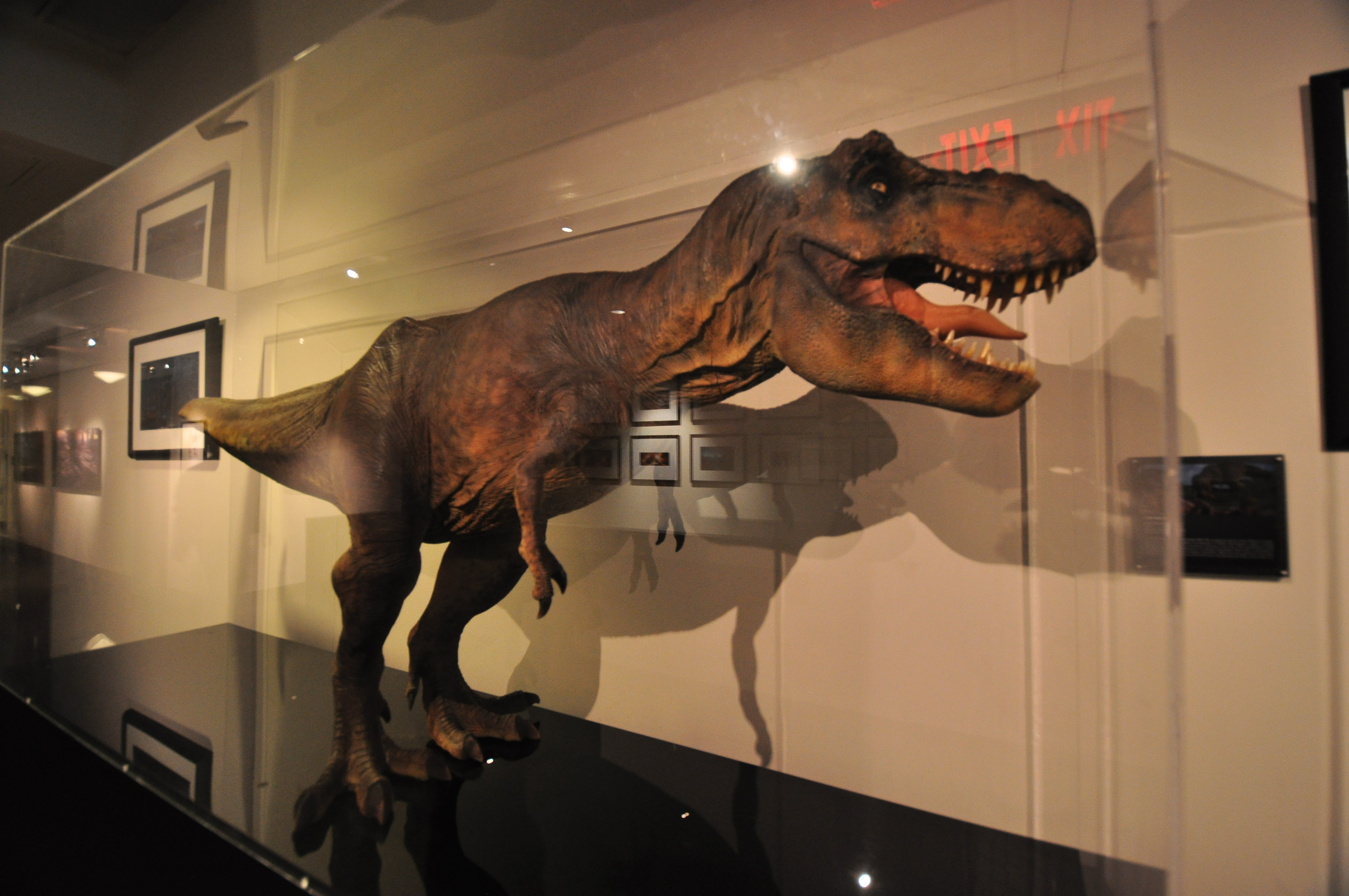
Un modello di T. rex utilizzato come riferimento per l'animatrone del dinosauro in Jurassic Park, conservato presso la sede della Industrial Light & Magic a San Francisco

L'artista degli effetti speciali Stan Winston aveva lavorato ai dinosauri per l'adattamento cinematografico del primo film. Il suo team ha creato un T. rex animatronico alto 20 piedi (6,1 m), pesante 17.500 libbre (7.900 kg) e lungo 40 piedi (12 m). Ai tempi era la scultura più grande dei Stan Winston Studio. L'edificio ha subito diverse modifiche durante la costruzione dell'animatrone. Jack Horner, consulente paleontologico del film, ha definito l'animatrone «il più vicino che abbia mai visto a un dinosauro vivo». L'animatrone è stato utilizzato in una scene durante la tempesta, dove viene raffigurato mentre si libera dal recinto. Le riprese si sono rivelate difficili da realizzare poiché la pelle in gommapiuma avrebbe assorbito l'acqua facendo tremare il dinosauro per via del peso extra. Durante una ripresa e un'altra il team di Winston ha dovuto asciugare il dinosauro prima di continuare. Il team di Winston aveva inizialmente realizzato una scultura in miniatura del T. rex che fungesse da riferimento per la costruzione dell'animatrone a grandezza naturale. La Industrial Light & Magic (ILM) ha poi scansionato il modello per poterlo riprodurre e animare tramite CGI. Il ruggito del T. rex è stato realizzato tramite la combinazione di suoni di un cucciolo di elefante, una tigre e un alligatore.
Nel primo film, il T. rex doveva originariamente venire uccisa. A metà delle riprese il regista Steven Spielberg si rese conto che il T. rex era la protagonista del film e decise di cambiare la sceneggiatura poco prima di girare la scena della morte. La modifica ha portato al finale in cui il T. rex salva improvvisamente i protagonisti e uccide un gruppo di Velociraptor. Spielberg ha in seguito dichiarato da aver fatto questa scelta per paura che il finale originale, senza il T. rex, avrebbe deluso il pubblico.

### Trilogia diJurassic World
Nonostante nei precedenti film di Jurassic Park fossero presenti altri T. rex, Colin Trevorrow ha cercato di riportare lo stesso esemplare apparso nel primo film. Trevorrow, sceneggiatore e regista principale della trilogia, ha dichiarato in proposito al ritorno del T. rex: «Abbiamo preso il design originale e, ovviamente, la tecnologia è cambiata. Quindi, si muoverà in modo diverso, ma si muoverà in modo diverso perché è più vecchio. E le stiamo dando delle cicatrici e stringendo la pelle. Quindi, ha quella sensazione di un Burt Lancaster più vecchio». Per ritrarre il T. rex è stata utilizzata della motion capture, e un piede in scala reale è stato creato come riferimento dell'illuminazione e per aiutare con le inquadrature.
Per la sua apparizione in Jurassic World - Il regno distrutto (2018), la ILM ha inviato a Neal Scanlan il modello del T. rex precedentemente utilizzato per Jurassic World. Utilizzando il modello, Scanlan ha creato una stampa 3D in scala reale della testa e delle spalle del T. rex. L'animatronic del T. rex a grandezza naturale, che aveva la capacità di respirare e muovere la testa, era controllato con un joystick. È stato utilizzato per una scena in cui il T. rex sedato è all'interno di una gabbia, mentre Owen Grady e Claire Dearing tentano di recuperare il sangue da lei per una trasfusione per aiutare Blue. Le inquadrature iniziali della scena sono state create utilizzando solo l'animatronic, mentre le inquadrature finali hanno utilizzato esclusivamente la CGI. La parte centrale della scena utilizzava una combinazione dei due metodi. Trevorrow ha detto a proposito del dinosauro: «Abbiamo seguito questo stesso personaggio fin dall'inizio; è la stessa T. rex che era in Jurassic Park e in Jurassic World. È iconica, non solo perché è una T. rex, ma perché è questa T. rex».